# Перейра дос Сантос, Луис Энрике
Луи́с Энрике Перейра дос Сантос (порт.-браз. Luís Henrique Pereira dos Santos; 20 октября 1968, Жекитаи, в некоторых источниках — Пирапора) — бразильский футболист, полузащитник.

## Карьера
Луис Энрике начал карьеру в клубе «Катуэнсе». Оттуда он перешёл во «Фламенго», в составе которого он дебютировал 24 января 1988 года в товарищеской игре. 6 февраля он сыграл первый официальный матч за клуб на Кубок Гуанабара против «Кабофриэнсе». 24 февраля Луис Энрике забил первый мяч за клуб, поразив ворота «Волта-Редонды». Всего за «Фламенго» полузащитник провёл 26 игр (16 победам, 6 ничьих и 4 поражения) и забил три гола. В начале 1992 года он перешёл в «Палмейрас», который заплатил за трансфер игрока «очень большие деньги», включавший трансфер в обратном направлении ещё нескольких игроков. За клуб футболист всего несколько месяцев, сыграв 21 игру (12 победам, 2 ничьих и 7 поражений) и забил 5 голов.
В том же году бразилец уехал в Европу, в клуб «Монако». Там он выступал два сезона, проведя 35 матчей и 2 гола в чемпионата Франции, один матч и три гола в Кубке Франции и 4 матча в Еврокубках. В 1994 году Луис Энрике перешёл в клуб «Флуминенсе». Он играл за этот клуб три сезона, выиграв в 1995 году чемпионат штата Рио-де-Жанейро. Его карьере в команде помешала тяжёлая травма, из-за которой игрок долго время не выступал. Всего за клуб игрок сыграл 69 матчей (30 побед, 22 ничьих и 17 поражений) и забил 10 голов. Затем игрок выступал за клубы «Парана», «Веранополис» и «Эспортиво». Также игрок играл за клуб из ОАЭ «Аль-Джазира».
В составе сборной Бразилии Луис Энрике дебютировал 8 ноября 1990 года в матче с Чили. Годом позже он поехал на Кубок Америки, где бразильцы заняли второе место. Но сам футболист на поле не выходил. Два года спустя игрок поехал на свой второй южноамериканский кубок, но и там не появился на полях турнира. Луис Энрике был кандидатом на поездку на чемпионат мира 1994, но получил травму и на соревнование не поехал. В общей сложности за национальную команду форвард провёл 22 игры (13 побед 5 ничьих и 4 поражения) и забил 6 голов.
После завершения игровой карьеры, Луис Энрике поселился в Салвадоре, где открыл фирму по оптовой продаже продуктов питания. Кроме этого бывший футболист получает деньги за аренду недвижимости, которую он покупал на протяжении всей своей карьеры.

## Достижения
- Чемпион штата Баия: 1991
- Чемпион штата Рио-де-Жанейро: 1995

## Личная жизнь
Луис Энрике женат. У него двое детей — Самарина и Педру.
В 2016 году бывший футболист участвовал в эстафете Олимпийского огня.